# Magnolia Springs
Magnolia Springs un comune statunitense situato nell'Alabama, nella Contea di Baldwin.